# Из любви к золоту
«Из любви к золоту» (англ. For Love of Gold, 1908) — немой американский короткометражный художественный фильм Дэвида Гриффита.

## Сюжет
Два бандита хотят обворовать друг друга. Они подсыпают друг другу яд в кофе. Выпив кофе, оба умирают сидя за столом, друг напротив друга.

## Художественные особенности
Этот «маленький скетч в 165 метров» был поставлен в очень простой декорации. Весь реквизит состоял из стола и двух чашек кофе.
«…Весь интерес для зрителей заключался в выражениях лиц актеров и мелких подробностях действия. Несомненно, именно поэтому Гриффит выбрал такой сюжет. Тут он мог систематически вводить крупные планы лиц актеров, переняв и систематизировав технику англичан и режиссёров „Вайтаграфа“….»

## В ролях
- Гари Солтер
- Чарльз Горман
- Чарльз Инсли
- Джорж Гебхарт

## Интересные факты
- Фильм снят по мотивам рассказов Джека Лондона. .[1].